# احمد حاج محمد
احمد حاج محمد (عربی: احمد خير الدين حاج محمد؛ زادهٔ ۳۱ ژانویهٔ ۱۹۸۷) بازیکن فوتبال اهل سوریه است.
از باشگاه‌هایی که در آن بازی کرده‌است می‌توان به باشگاه فوتبال الاتحاد (سوریه)، باشگاه فوتبال الصناعه، باشگاه فوتبال الشباب اردن، و باشگاه ورزشی حطین اشاره کرد.
وی همچنین در تیم ملی فوتبال سوریه بازی کرده‌است.